# کوینتر (کانزاس)
کوینتر (به انگلیسی: Quinter) شهری در ایالت کانزاس کشور ایالات متحده آمریکا است که جمعیت آن در سرشماری سال ۲۰۱۰ میلادی، ۹۱۸ نفر بوده‌است.